# راه شیری (فیلم ۱۹۹۹)
راه شیری (به مالایالم: Aakasha Ganga) و (به انگلیسی: Milky Way) فیلمی هندی محصول سال ۱۹۹۹ و به کارگردانی وینایان است. در این فیلم بازیگرانی همچون موکش، دیویا اونی، مایوری، مادوپال، جاگادیش، سوکوماری، کالاباوان مانی، کوچین هانیفا، کالپانا و جاگاتی اسریکومار ایفای نقش کرده‌اند.
دنباله این فیلم راه شیری ۲ نام دارد.